# Sâm cau
Sâm cau hay còn gọi cồ nốc lan, ngải cau, nam sáng ton, soọng ca, thài léng, tiên mao (danh pháp khoa học: Curculigo orchioides) là một loài thực vật có hoa trong họ Hypoxidaceae. Loài này được Gaertn. miêu tả khoa học đầu tiên năm 1788. Nó là loài bản địa Trung Quốc, Nhật Bản, tiểu lục địa Ấn Độ, Papuasia, Micronesia, bán đảo Đông Dương.

## Mô tả
Cây thảo, lá hẹp, cao 20 – 30 cm, lá mọc tụ họp thành túm từ thân rễ, xếp nếp như lá cau, hình mũi mác hẹp. Phần thân rễ chính dạng củ, cắm sâu xuống đất. Ở dạng nguyên củ, sâm cau thường chia đốt rõ ràng, vỏ màu nâu đen, thân chỉ có 1 rễ chính, không phân nhánh, có các rễ con to bám quanh thân dễ chính. Thân rễ hình trụ dài, mọc thẳng, thót lại ở hai đầu, mang nhiều rễ phụ có dạng giống thân rễ. Lá mọc tụ họp lại thành túm từ thân rễ, xếp nếp như lá cau hình mũi mác hẹp, dài 20–30 cm, rộng 2,5–3 cm gốc thuôn, đầu nhọn, hai mặt nhẵn gần như cùng màu, gân song song rất rõ; bẹ lá to và dài; cuống lá dài khoảng 10 cm. Cụm hoa mọc trên một cán ngắn ở kẽ lá, mang 3 - 5 hoa màu vàng, lá bắc hình trái xoan, đài 3 răng có lông; tràng 3 cánh nhẵn; nhị 6, xếp thành hai dãy, chỉ nhị ngắn; bầu hình thoi, có lông rậm. Quả nang, thuôn, dài 1,2 - 1,5 cm. Hạt 1 - 4, phình ở đầu.

## Phân bố
Sâm cau là loại cây ưa ẩm, ưa sáng và có thể hơi chịu bóng, thường mọc trên những nơi đất còn tương đối màu mỡ trong thung lũng, chân núi đá vôi hoặc ven nương rẫy. Cây sinh trưởng tốt trong mùa mưa ẩm, phần thân rễ chính dạng củ, cắm sâu xuống đất, hoa quả hàng năm, khi già tự mở để hạt phát tán ra xung quanh. Sâm cau phân bố ở một số tỉnh phía nam Trung Quốc, Lào, Việt Nam và một vài nước khác ở Đông Nam Á. Ở Việt Nam, cây phân bố rải rác ở các tỉnh vùng núi, từ Lai Châu, Tuyên Quang, Cao Bằng, tuy nhiên, trước những năm 1980, Sơn La và Hòa Bình khai thác quá mức, đến nay đã khan hiếm.
- Rễ cây Sâm cau có chất Curculigin A giúp kích thích ham muốn tình dục mạnh, tăng tần suất, thời gian quan hệ, tăng sinh tinh gần 2 lần. Thân và rẽ của cây Sâm Cau có chứa nhiều Curculigin A nhất, là dược liệu tăng cường bản lĩnh phái mạnh gấp 1,5 lần so với các dược liệu có tác dụng tương tự, được ví như là "Viagra" tự nhiên tốt nhất cho nam giới.
- Ngoài ra, thân và rễ Sâm Cau có nhóm chất cycloartan triterpen saponin làm tăng khả năng sản xuất nội tiết tố nam testosterone, chống co thắt, làm thư giãn cơ, tăng cường hoạt động của tế bào Leydig của tinh hoàn – nơi sản xuất ra testosterone trong cơ thể làm tăng nồng độ testosterone một cách tự nhiên đồng thời cũng giúp chống lại những bất thường về tinh trùng như: tinh trùng yếu, chưa hoàn thiện hoặc kém chuyển động... Để sử dụng Sâm cau đạt hiệu quả cao nhất, việc kết hợp với các dược liệu có tác dụng tương tự sẽ mang lại công năng vượt trội, trong đó phải kể đến Nhung hươu Bắc cực. Sâm Cau cường tinh tráng thận, còn Nhung hươu ích huyết, sinh tủy. Cho nên khi cặp đôi này phối hợp với nhau sẽ đem lại tác dụng "kép" vượt trội: giúp da dẻ hồng hào, khí huyết đầy đủ, cơ thể cường tráng và sinh lý mạnh mẽ trở lại.

## Tác dụng của sâm cau
Sâm cau có vị cay, ngọt, tính ấm, quy kinh vào hai kinh can thận.
- Sâm cau có tác dụng ôn thận, tráng dương, kiện gân cốt, cố tinh, trừ lạnh, giảm chân tay tê mỏi, đau nhức xương khớp cho cả nam và nữ.
- Đặc trị: thận dương yếu, liệt dương, lạnh kinh niên, viêm khớp, đau do lạnh. Tuy nhiên nếu dùng sâm cau liều cao kéo dài sẽ gây cường dương, làm tinh hao kiệt sức, không nên dùng cho người suy nhược.  Dùng để bồi bổ, hãm nước sôi như pha trà uống trong ngày. Có tác dụng giúp tinh thần tỉnh táo, mạnh gân cốt, đen râu tóc.
- Sâm cau cũng có độc tính nên khi chế biến, người ra rửa sạch và ngâm với nước vo gạo để khử bớt độc tính này đi. Có nơi còn sử dụng thân rễ Sâm cau để gây sảy thai.

## Bài thuốc dùng sâm cau
Mỗi ngày sắc 10g Sâm Cau đem dùng hoặc ngâm rượu mỗi ngày dùng 1 chén. Khi dùng để chữa chứng đau nhức do hàn thấp thì dùng sống (không sao tẩm). Khi dùng để chữa liệt dương do thận hư, tiểu tiện nhiều lần hoặc són tiểu, thì tẩm rượu sao để tăng cường tác dụng bổ dương.

## Sâm cau giả
Hiện nay trên thị trường có 1 loại củ được gọi là sâm cau đỏ. Đây thực chất không phải sâm cau (tiên mao). Nó là một loại cây dược liệu nhưng chưa có 1 công trình nghiên cứu cụ thể nào về loại cây này.
Đài truyền hình kỷ thuật số VTC đã thực hiện một phóng sự về việc đi tìm loại cây "sâm cau đỏ" này 

Có một số tài liệu nhầm lẫn giữa cây được gọi là "sâm cau đỏ" với cây bồng bồng. 

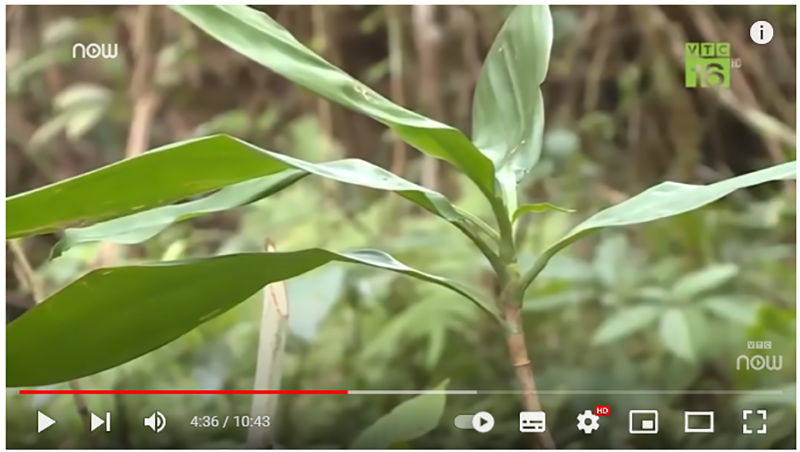
Hình ảnh: Cây được gọi là sâm cau đỏ

Tuy nhiên cây "sâm cau đỏ" này lá to và dày hơn cây bồng bồng (tên khoa học là Dracaena angustifolia Roxb) có lá nhỏ và nhiều lớp.

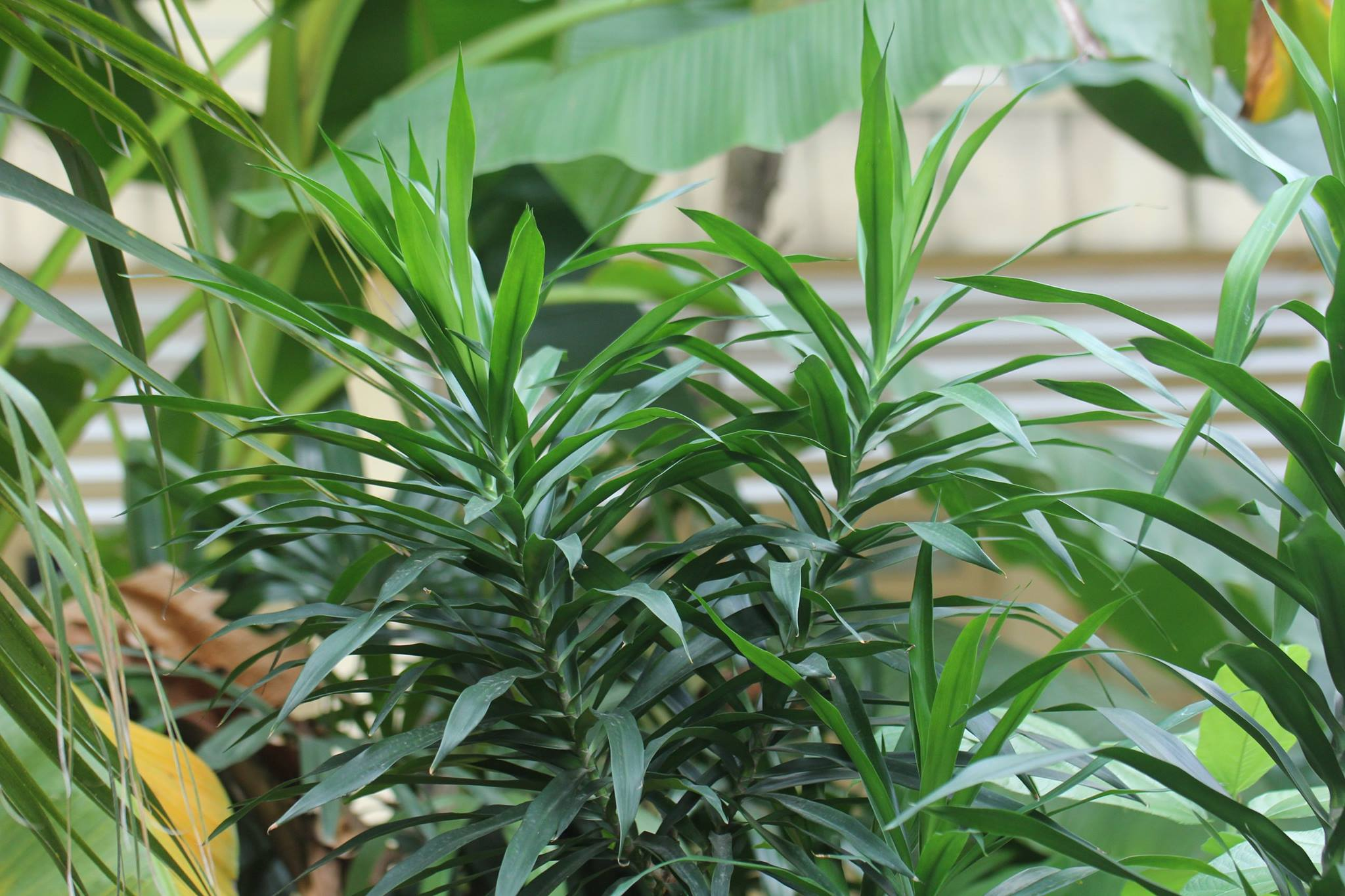
Hình ảnh: Cây bồng bồng.

Bồng bồng mọc hoang ở nhiều nơi trên nước ta, thậm chí có nhiều gia đình trồng để làm cảnh. Ngoài ra còn một loài nữa cũng được bán nhiều với tên gọi sâm cau đỏ là Huyết giác Nam Bộ (tên khoa học *Dracaena cochinchinensis), một số nơi cũng gọi là cây bồng bồng. Cây Bồng bồng được sử dụng trong y học cổ truyền để chữa lỵ ra máu (sử dụng rễ, hoa), nhuận tràng, lợi tiểu, bạch đới...
Cả hai loài này theo Y học cổ truyền đều chưa có công trình nghiên cứu khoa học cụ thể nào để biết chúng có tác dụng cường dương hay không như được thương lái quảng cáo, thậm chí rễ cây bồng Bồng còn có độc tính nguy hiểm cho cơ thể.